# Betty Boyd
Betty Boyd, nata Elizabeth Boyd Smith (Kansas City, 11 maggio 1908 – Los Angeles, 16 settembre 1971), è stata un'attrice statunitense.

## Biografia
Dal Missouri si trasferì a Hollywood per tentare di entrare nel mondo del cinema. Esordì nel 1927 con una particina nel film Il padiglione delle meraviglie, con John Gilbert e Lionel Barrymore. Seguirono, fino al 1929, anno in cui fu scelta tra le tredici WAMPAS Baby Stars, una quindicina di cortometraggi. Nel 1930 uscirono alcuni film in cui Betty recitava parti secondarie, da Amore di domani, di Alexander Korda, ad Along Came Youth, con Frances Dee.
Dal 1931 la sua carriera volse in deciso declino, dal momento che fino al 1934 fu chiamata a recitare, con piccoli ruoli tranne che in Gun Law, in soli cinque film. Con due partecipazioni non accreditate, nel 1945 in Un angelo è caduto, e nel 1949 in Sansone e Dalila di Cecil B. DeMille, si concluse la sua carriera.

## Riconoscimenti
- WAMPAS Baby Star nel 1929

## Filmografia parziale

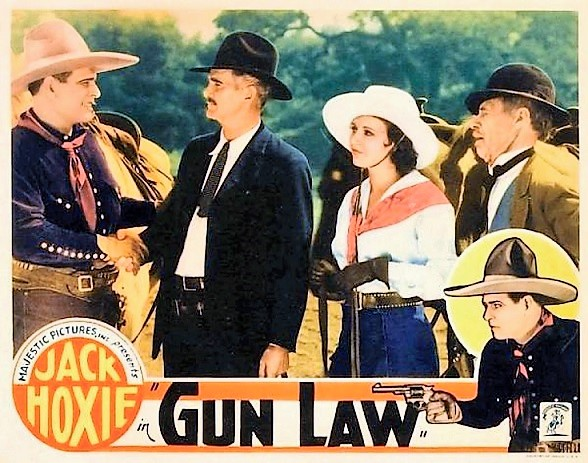
Poster del film Gun Law

- Il padiglione delle meraviglie (1927)
- Hard Work (1928)
- Donna pagana (The Godless Girl), regia di Cecil B. DeMille (1928)
- Amore di domani (1930)
- La dea verde (The Green Goddess), regia di Alfred E. Green (1930)
- L'isola del paradiso (Paradise Island), regia di Bert Glennon (1930)
- Maid to Order (1931)
- Gun Law (1933)